# ジャコメッティ 最後の肖像
『ジャコメッティ 最後の肖像』（ジャコメッティ さいごのしょうぞう、Final Portrait）は2017年のアメリカ合衆国・イギリス合作のドラマ映画。監督はスタンリー・トゥッチ、主演はジェフリー・ラッシュとアーミー・ハマーが務めた。本作はジェームズ・ロードが1965年に発表した著書『ジャコメッティの肖像』を原作としている。

## ストーリー
1964年のパリ。アルベルト・ジャコメッティは旧友のジェームズ・ロードと偶然再会した。突然創作意欲が湧いたジャコメッティは、ロードに肖像画のモデルになってくれないかと頼み込んだ。ロードはその申し出を快く引き受けた。当初、肖像画の製作は数日で終わる予定だったが、完成する気配は一向に見えなかった。いつ終わるともしれない作業に苛立つロードではあったが、天才の製作過程を生で見続けられる喜びも感じていた。最終的に、ロードは絵の完成を見届けることになったが、出来上がった作品は正に傑作と言えるほどの出来映えであった。

## キャスト
- アルベルト・ジャコメッティ: ジェフリー・ラッシュ - イタリア系スイス人の芸術家。
- ジェームズ・ロード（英語版）: アーミー・ハマー - アメリカ人ライター。ゲイ。
- カロリーヌ: クレマンス・ポエジー - アルベルトの愛人でモデルの娼婦。
- ディエゴ・ジャコメッティ（英語版）: トニー・シャルーブ - アルベルトの弟で助手の芸術家。
- ピエール・マティス: ジェームズ・フォークナー - 美術商。
- アネット・アーム: シルヴィー・テステュー - アルベルトの妻。

## 製作
2015年2月2日、ジェフリー・ラッシュが本作に出演するとの報道があった。5月13日、アーミー・ハマーがキャスト入りした。2016年2月12日、クレマンス・ポエジー、トニー・シャルーブ、シルヴィー・テステューらの起用が発表された。15日、本作の主要撮影が始まった。

## 公開
2017年2月11日、本作は第67回ベルリン国際映画祭でプレミア上映された。4月28日、ヴァーティゴ・リリーシングが本作の全英配給権を獲得したと報じられた。5月16日、ソニー・ピクチャーズ・クラシックスが本作の全米配給権を購入したとの報道があった。2018年3月9日、本作はサウス・バイ・サウスウエストで上映された。

## 評価
本作は批評家から好意的に評価されている。映画批評集積サイトのRotten Tomatoesには112件のレビューがあり、批評家支持率は73%、平均点は10点満点で6.7点となっている。サイト側による批評家の見解の要約は「『ジャコメッティ 最後の肖像』において、スタンリー・トゥッチ監督は抑えたトーンで感動的なストーリーを展開しようとしている。ジェフリー・ラッシュとアーミー・ハマーの好演によって、そのストーリーには生命が吹き込まれている。」となっている。また、Metacriticには28件のレビューがあり、加重平均値は71/100となっている。